# Фредерік Пентланд
Фредерік Пентланд (англ. Frederick Pentland, нар. 29 липня 1883, Вулвергемптон — пом. 16 березня 1962, Пул) — англійський футболіст, що грав на позиції нападника. По завершенні ігрової кар'єри — футбольний тренер.
Виступав, зокрема, за клуби «Блекберн Роверз» та «Мідлсбро», а також національну збірну Англії.

## Клубна кар'єра
Народився 29 липня 1883 року в місті Вулвергемптон. Вихованець футбольної школи клубу «Бірмінгем Сіті».
У дорослому футболі дебютував 1903 року виступами за команду клубу «Блекпул», в якій провів один сезон, взявши участь лише у 8 матчах чемпіонату.
Своєю грою за цю команду привернув увагу представників тренерського штабу клубу «Блекберн Роверз», до складу якого приєднався 1903 року. Відіграв за команду з Блекберна наступні три сезони своєї ігрової кар'єри.
Згодом з 1906 по 1908 рік грав у складі команд клубів «Брентфорд» та «Квінз Парк Рейнджерс».
1908 року уклав контракт з клубом «Мідлсбро», у складі якого провів наступні чотири роки своєї кар'єри гравця.  Більшість часу, проведеного у складі «Мідлсбро», був основним гравцем атакувальної ланки команди.
Протягом 1912 року захищав кольори команди клубу «Галіфакс Таун». Завершив професійну ігрову кар'єру у клубі «Сток Сіті», за команду якого виступав у 1913 році.

## Виступи за збірну
1909 року провів п'ять матчів у складі національної збірної Англії.

## Кар'єра тренера
Розпочав тренерську кар'єру невдовзі по завершенні кар'єри гравця, 1914 року, очоливши збірну команду Німеччини. Втім за декілька місяців розпочалася Перша світова війна, британця було заарештовано і до кінця війни він перебував у таборі для полонених цивільних.
1920 року працював зі збірною Франції.
1920 року надовго перебрався до Іспанії, де до 1935 року встиг попрацювати у клубах «Расінг» (Сантандер), «Атлетик» (Більбао), «Атлетіко» (Мадрид) та «Реал Ов'єдо».
Останнім місцем тренерської роботи був англійський нижчоліговий клуб «Барроу», команду якого Фредерік Пентланд очолював як головний тренер до 1940 року.
Помер 16 березня 1962 року на 79-му році життя у місті Пул.

## Титули і досягнення
Тренер
- Чемпіон Іспанії (2):

«Атлетік» (Більбао): 1929–30, 1930–31
- Володар Кубка Іспанії (5):

«Атлетік» (Більбао): 1923, 1930, 1931, 1932, 1933